# جليد بحري

قطع مكسورة من جليد البحر القطبي الشمالي مع غطاء ثلجي.

الجليد البحري يتكون بشكل كبير من مياه البحار التي تتجمد، ولأن المحيطات تتكون من مياه مالحة لذلك فهذا التجمد يحدث عند درجات حرارة أقل من التي يتجمد عندها الماء العذب أي أقل من - 1.8 درجة سيليزية. الجليد البحري يمكن تفرقته عن الجبال الجليدية، والتي تتكون من كتل من الأجراف الجليدية والأنهار الجليدية والتي تتحرك في اتجاه المحيط. يغطي الجليد البحري حوالي 7٪ من سطح الأرض وحوالي 12٪ من محيطات العالم.
تتواجد في عمق الجنوب والشمال، وفي الأحوال الجوية شديدة البرودة في القارة القطبية فقط، تتشكل المياه المتجمدة على نطاق واسع ويحظى الجليد البحري في القطب الشمالي على أكبر قدر من الاهتمام، لأنه يغطي القطب الشمالي وجزءً كبيراً من المحيط المتجمد الشمالي وعلى بعد أميال منها، وحتى في الصيف، جليد البحر القطبي الجنوبي وعلى طول ساحل القارة تميل إلى الذوبان تماماً في فصل الصيف.
الجليد البحري لا يتكون وينصهر ببساطة، إذ يتمتع بديناميكا نشطة للغاية. نتيجة النشاط المشترك للرياح والتيارات المائية ودرجة حرارة الماء وتقلبات درجة حرارة الهواء، عادةً ما يتفاوت امتداد الجليد البحري بدرجة كبيرة. يُصنف الجليد البحري وفقًا لقدرته على الانجراف أو وفقًا لعمره.

## السمات العامة

### الجليد المثبت مقابل الجليد الغطائي (أو جليد الحزم)
يمكن تصنيف الجليد البحري وفقًا لما إذا كان مرتبطًا (أو متجمدًا) بالساحل (أو بين المياه الضحلة أو الجبال الجليدية الأرضية). إذا كان مرتبطًا، يطلق عليه اسم الجليد المثبت الأرضي، أو في كثير من الأحيان، الجليد المثبت. بدلًا من ذلك، وعلى عكس الجليد المثبت، يتكون الجليد الغطائي بعيدًا عن الشاطئ في مناطق شاسعة جدًا ويشمل الجليد الذي يتحرك بحرية مع التيارات والرياح. الحد المادي بين الجليد المثبت والجليد الغطائي هو حد الجليد المثبت. يمكن تقسيم منطقة الجليد المثبت إلى منطقة القص ومنطقة الجليد الهامشية والحزمة المركزية. يتكون الجليد الغطائي من طوافات، التي هي قطع فردية من الجليد البحري يبلغ عرضها 20 مترًا (66 قدم) أو أكثر. هناك أسماء للطوافات حسب حجمها: صغيرة - بين 20 و100 متر (بين 66 و328 قدم)؛ ومتوسطة - بين 100 إلى 500 متر (بين 330 و1640 قدم)؛ وكبيرة - بين 500 و2000 متر (بين 1600 و6600 قدم)؛ وشاسعة - بين 2 و10 كيلومتر (بين 1.2 و6.2 ميل)؛ وعملاقة - أكبر من 10 كيلومتر (6.2 ميل). يُستخدم مصطلح جليد الحزمة إما كمرادف للجليد الغطائي، أو لتعيين منطقة الجليد الغطائي التي تكون فيها الطوافات على شكل حزمة كثيفة. يُطلق على الغطاء الجليدي البحري الكلي اسم المظلة الجليدية في الملاحة البحرية.

### التصنيف بناءً على العمر
هناك تصنيف آخر يستخدمه العلماء لوصف الجليد البحري وفقًا للعمر، أي مراحل تطوره. هذه المراحل هي: الجليد الجديد، والنيلاس، والجليد الصغير، وجليد السنة الأولى والجليد القديم.

#### الجليد الجديد، والنيلاس، والجليد الصغير
الجليد الجديد هو مصطلح عام يُستخدم لوصف مياه البحر المجمدة مؤخرًا والتي لم تشكل جليدًا صلبًا بعد. قد يتكون من جليد فرازيل (أي صفائح أو شويكات من الجليد معلقة في الماء)، أو وحل جليدي (ثلج مشبع بالماء)، أو شوغا (كتل جليدية اسفنجية بيضاء عرضها بضعة سنتيمترات). تُستخدم مصطلحات أخرى، مثل جليد الشحوم وجليد الفطيرة، لوصف تراكم بلورات الجليد تحت تأثير الرياح والأمواج. يمكن أن يتشكل بيض جليدي بحجم كرة قدم.
يشير جليد نيلاس إلى قشرة جليدية بحرية يصل سمكها إلى 10 سنتيمترات (3.9 بوصة). ينحني جليد نيلاس دون أن يتصادم مع الأمواج. يمكن تقسيم جليد نيلاس إلى جليد نيلاس الداكن - بسمك يصل إلى 5 سنتيمتر (2.0 بوصة) وجليد نيلاس الداكن جدًا والفاتح - بسمك أكبر من 5 سنتيمتر (2.0 بوصة) وبلون أفتح.
الجليد الصغير هو مرحلة انتقالية بين جليد النيلاس وجليد السنة الأولى - بسمك بتراوح بين 10 سنتيمتر (3.9 بوصة) و30 سنتيمتر (12 بوصة)، ويمكن تقسيم الجليد الصغير إلى الجليد الرمادي - بسمك يتراوح بين 10 سنتيمتر (3.9 بوصة) و15 سنتيمتر (5.9 بوصة) والجليد الرمادي الأبيض - بسمك يتراوح بين 15 سنتيمتر (5.9 بوصة) و30 سنتيمتر (12 بوصة). الجليد الصغير ليس مرنًا مثل جليد النيلاس.